# Bernd Scholz (Komponist)
Bernd Scholz (* 28. Februar 1911 in Neustadt, Oberschlesien; † 22. September 1969 in Schliersee) war ein deutscher Komponist.

## Leben
Bernd Scholz hatte von Jugend an den Wunsch, Komponist zu werden. Der Sender Breslau brachte schon vom Zwölfjährigen die erste Komposition. Nach dem Abitur ging er nach Berlin und studierte nach dem Abschluss eines Germanistik-Studiums Musik an der Akademie für Schul- und Kirchenmusik. Bald fing er an, für die Berliner Sender Hörspiel- und andere Musiken zu schreiben. Dann kamen Filmaufträge, z. B. die abendfüllenden „Nanga-Parbat“-Filme. Der Zweite Weltkrieg verbannte ihn für zehn Jahre nach Russland, davon war er fünf Jahre in Kriegsgefangenschaft.
Erst 1950 kam er wieder nach Deutschland. 1952 heiratete er und wurde in Schliersee ansässig. Aus der Ehe entstammen drei Kinder. Er schrieb Hörspiel- und Fernsehmusiken, arbeitete unter anderem mit den Regisseuren Lietzau, Beauvais, Düggelin, Schlechte, Westphal und ten Haaf zusammen, hatte 1954 bei den Internationalen Festtagen der Modernen Musik in Donaueschingen eine Uraufführung unter Hans Rosbaud. Für Siegfried Behrend, dem er das Japanische Konzert widmete, und Willi Stech komponierte er große Konzerte. Beim Festival der leichten Musik war er mit Aufträgen von verschiedenen Rundfunkanstalten vertreten. Seine Werke werden unter anderem von allen deutschen Sendern gespielt.
Bernd Scholz verstarb im Alter von 58 Jahren und ruht heute auf dem Friedhof an der Pfarrkirche St. Sixtus in Schliersee.

## Werke
| - Konzerte - Japanisches Konzert. Konzert für Gitarre und großes Orchester. Uraufgeführt in Tokyo - Klavierkonzert - Concertante Musik für Bläser. Uraufgeführt 1954 Donaueschinger Musiktage - Intrade - Japanische Regenmelodie - Kleine Melodie von anno dazumal - Kleine Serenade - Land-Liebe - Lebensraum - Lederhosen-Polka - Liebeswalzer - Lied Ohne Worte - Luftsprünge - März-Gebet - Mandolinetta - Medaillon - Mein Haar, Das Ist Mein Sturmhut - Melodie - Menuett - Merry Day - Mi ist ein schön’s braun’s Maidelein - Minara - Mir ist ein feins braunes Maidelein - Monopoli - Moritat von Anton Und Dorothee - Nymphenburger Miniatur | - Olivia - Ouvertüre zu Einem Possenspiel - Ouvertüre zu Einer Harlekinade - Papagallo - Paradiso - Rummelplatz - Salzburger Spieluhr - Schillerndes Spiel - Schlesischer Kirmes-Dreher - Serenade - Serenata Melanconica - Serenata Piccolina - Siesta in Ibiza - Sommerlaune - Sommerwind - Sonate Nr.2 - Sonatine - Sonatine D-Dur - Sonatine Für Flöte Und Klavier - Sonatine Für Unterhaltungsorchester - Suite Für Flöte Und Klavier - Suite Galante - Traum-Serenade - Türkische Barcarole - Verträumte Bucht - Wenn du an die Liebe glaubst - Westindia-Serenade - Xylophonetik |

### Werke unter dem Künstlernamen Klaus Textor
| - Aus Grossmutters Salon-Album - Angry-Swing - Blue Dark-Blues - Candlelight-Blues - Der Jongleur-Fox - Der Traum des Zirkusreiters - Fiesta-Mambo - Gay Play - Glasmosaik - Gluecksklee - Happiness-Fox - Hund und Katze - Ich Finde die Liebe sentimental - In der Bucht Von Riva - In der Toscana - Irrlichter - Kleine Strassenmelodie - Kleiner Konzertwalzer - Lied im Schilf - Lolita-Fox - Mi ist ein rot Goldringelein - Mimosen-Tango | - Mistral - Morgens in der Fruehe - Novella Amorosa - Nudelbrett-Polka - Party-Bummel - Ping-Pong - Pulli-Rock - Roulette - Rundherum-Polka - Schmollwinkel-Polka - Seifenblasen - Spaziergang am See - Staccato-Intermezzo - Suedland-Express - Sweety - Tearoom-Story - Tristy - Trompeten-Ballade - Valsette Parisienne - Velocipede-Boogie - Wolkenjagd |

### Hörspielkompositionen
- Das Schloss. Von Franz Kafka. Regie: Karlheinz Schilling. Produktion: SWF, RB 1954. Sprecher Gert Westphal. Erschienen bei: Der Audio Verlag. ISBN 3-89813-285-4
- Mysterien. Von Knut Hamsun. Bearbeitung: Hellmut von Cube. Regie: Gert Westphal (Gerhard Wehner). Produktion BR/SWF 1959. Sprecher Gert Westphal. Erschienen bei: Der Audio Verlag ISBN 3-89813-341-9
- Raskolnikoff. Nach dem Roman Schuld und Sühne von Fjodor Dostojewski Bearbeitung: Leopold Ahlsen. Regie: Hermann Wenninger. BR/HR/SWF 1962
- Götz von Berlichingen mit der eisernen Hand. Von Johann Wolfgang von Goethe Bearbeitung: Ahlsen Leopold, Heinz von Cramer. Regie: Stamm Heinz-Günter.: Bayerischer Rundfunk 1959
- Der Grosstyrann und das Gericht. Von Werner Bergengruen. Regie: Otto Kurth. BR 1950
- Aus Dem Leben Eines Taugenichts Von Joseph Freiherr von Eichendorff. Bearbeitung: Hellmut von Cube. Regie: Gert Westphal. Produktion: Bayerischer Rundfunk 1957
- Die Drei Schwestern. Regie: von Anton Tschechow. Regie: Gert Westphal. SWF/ORF-S/DRS 1962
- Der Mann aus den Wäldern. Von Heinz Oskar Wuttig. Regie: Otto Kurth. NWDR 1954 und SDR 1954. Vertriebenendrama
- Der Grosstyrann und das Gericht. Von Werner Bergengruen. Regie: Otto Kurth. BR 1950
- Das Marmorbild. Joseph von Eichendorff. Regie: Gert Westphal: SWR 1954

### Musik für Kinofilme, Dokumentarfilme, Fernsehfilme
- Nanga Parbat 1936, Bildbericht der Deutschen Himalaya-Expedition 1934
- Kampf um den Himalaya 1938. Filmbericht der Deutschen Nanga-Parbat-Expedition 1937
- An den Wassern Kaschmirs 1938. Dokumentarfilm
- Fahrt ins Leben 1940. Kinofilm um die Kameradschaft junger Seekadetten, Segelschulschiff Jahrhundertwende. Regie: Bernd Hofmann
- Henkel, ein deutsches Werk in seiner Arbeit. Regie: Walter Ruttmann, 1938
- Die wundersame Schustersfrau, Fernsehspiel nach Federico García Lorca. Regie: Werner Schlechte
- Kolportage 1957. Komödie von Georg Kaiser. Fernsehspiel. Regie: Hans Lietzau
- Viktoria. 1957 Nach einer Novelle von Knut Hamsun. Liebesfilm, Literaturverfilmung, Regie: Frank Lothar
- Die Kleinbürger. Nach Maxim Gorki 1996 Fernsehspiel Regie: Werner Schlechte
- Das Glück sucht seine Kinder. 1955. Fernsehfilm nach der Novelle „Der silberne Krug“ von Truman Capote. Regie: Heinz Schimmelpfennig
- Schatzgräbergeschichten. 1969. Von Werner Bergengruen
- Der Spazierstock. 1955 Fernseh-Spiel von Michael Sayers. Regie: Karl Peter Biltz